# 875
سنة 875 م كانت سنة بسيطة تبدأ يوم السبت (الرابط يظهر نموذج التقويم الكامل للسنة) من التقويم اليولياني. بدأت تسمية السنة ب875 منذ العصور الوسطى المبكرة، عندما أصبح تقويم أنو دوميني هو الأسلوب السائد في أوروبا لتسمية السنوات.

## الأحداث
- تأسيس مدينة بطليوس على يد عبد الرحمن بن مروان الجليقي وتقع حاليا في إسبانيا.

## مواليد
- فرويلا الثاني ملك ليون

## وفيات
- مسلم بن الحجاج